# Lombang (Juntinyuat)
Lombang is een bestuurslaag in het regentschap Indramayu van de provincie West-Java, Indonesië. Lombang telt 6290 inwoners (volkstelling 2010).